# 蘇格蘭自由民主黨
蘇格蘭自由民主黨（英語： / 蘇格蘭蓋爾語： / 低地蘇格蘭語：）是英國蘇格蘭地區一個自由主義、聯邦主義政黨，隸屬於英國自由民主黨。該黨目前在蘇格蘭議會擁有4個議員席位；同時在英國下議院的59個蘇格蘭代表席中擁有4個席位。
蘇格蘭自由民主黨是英國自由民主黨聯盟的三個構成國黨之一，其餘兩黨為威爾斯自由民主黨和英格蘭自由民主黨。 自由民主黨並不參加北愛爾蘭的政治選舉。

## 政黨歷史

### 成立及早年發展
蘇格蘭自由民主黨由蘇格蘭自由黨與英國社會民主黨蘇格蘭分部合併而成，這是1988年3月3日英國自由黨和英國社會民主黨合併案的一部分。

## 外部連接
- 官方网站
- 蘇格蘭自由民主黨的X（前Twitter）
- 蘇格蘭自由民主黨的Instagram帳戶
- YouTube上的蘇格蘭自由民主黨頻道
- 蘇格蘭自由民主黨的Facebook專頁